# Иванов, Сергей Юрьевич (футболист, 1977)
Серге́й Ю́рьевич Ивано́в (3 апреля 1977) — российский футболист, полузащитник.

## Карьера
Профессиональную карьеру начал в клубе второго российского дивизиона БСК Спирово в 2002 году, следующий сезон провёл в ФК «Пикалёво». В 2004—2007 годах играл в чемпионате Казахстана в составе «Окжетпеса». С 2008 по 2012 год выступал в российских любительских клубах.